# Cavolo riccio
Il cavolo riccio (anche noto come kale, /keɪl/) è una cultivar di cavolo appartenente al gruppo acephala.
Il nome comune proviene dall'aspetto arricciato delle sue foglie.
È talora indicato come Brassica oleracea var. sabellica, nome considerato sinonimo di brassica oleracea.

## Coltivazione
Originario di isole britanniche, Francia e Spagna atlantiche, è diffuso largamente anche nel nord della Germania e altri paesi nord-europei, nonché sulla costa orientale dell'America settentrionale.
Richiede un clima piuttosto fresco; la consistenza ottimale delle foglie per il consumo umano si ottiene tagliandole dopo circa 4 mesi di crescita.
La raccolta avviene in genere nel tardo autunno.

## Usi
In cucina viene usato in particolare per minestre e zuppe. Viene a volte anche stufato, da solo o con altre verdure, in modo da servire come contorno. Le sue foglie, sbollentate, possono venire farcite. Nei Paesi Bassi è uno degli ingredienti del tipico piatto invernale chiamato boerenkool stamppot, dove viene servito accanto a un wurst affumicato detto Gelderse rookworst.
Dalle foglie del cavolo riccio si possono anche ottenere delle sfoglie croccanti note in inglese come kale chips.
Oltre all'uso alimentare la pianta viene coltivata a scopo ornamentale, ad esempio in cultivar con le foglie di colore azzurro o violetto.

## Galleria d'immagini

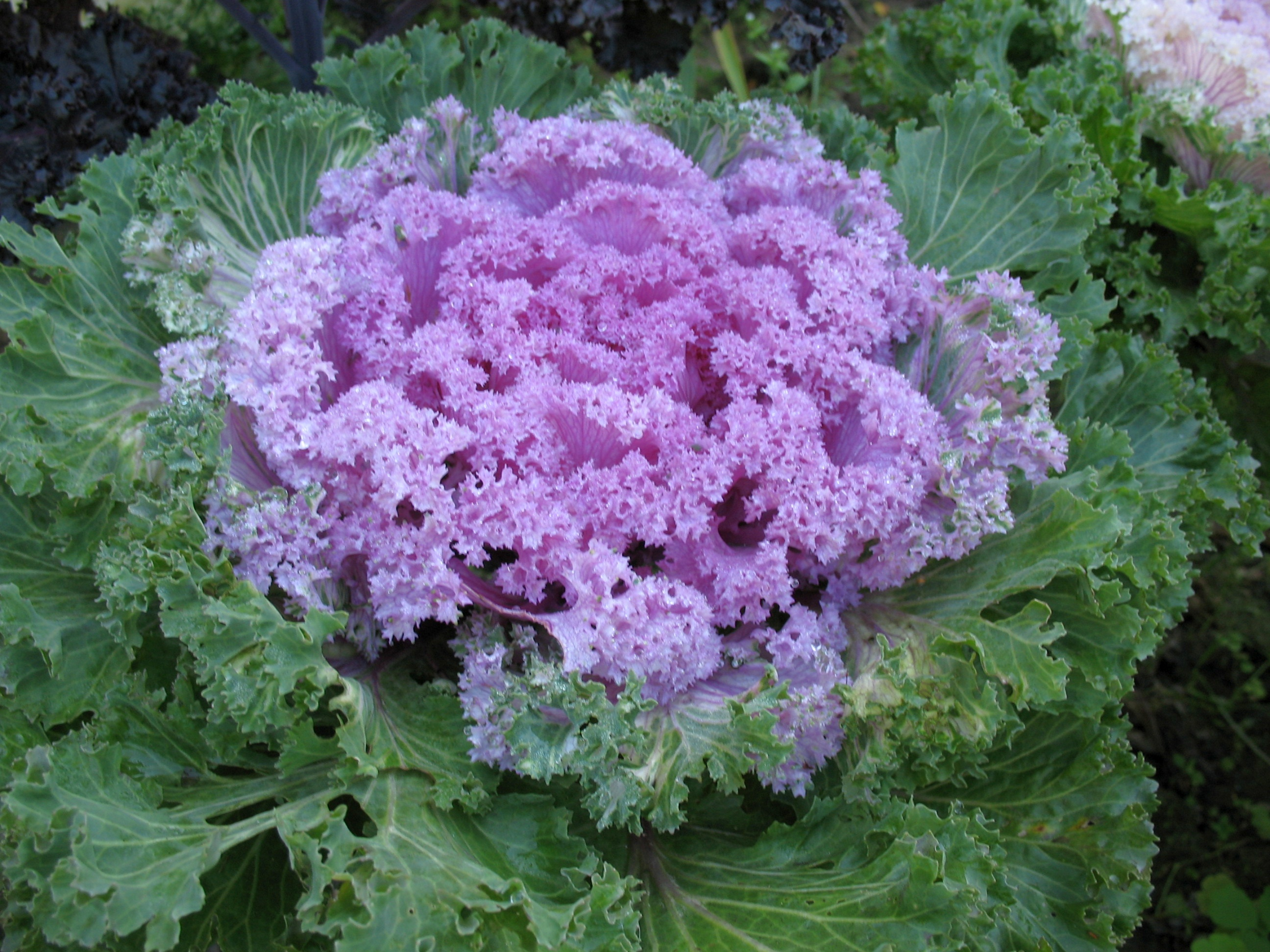
Cavolo riccio ornamentale
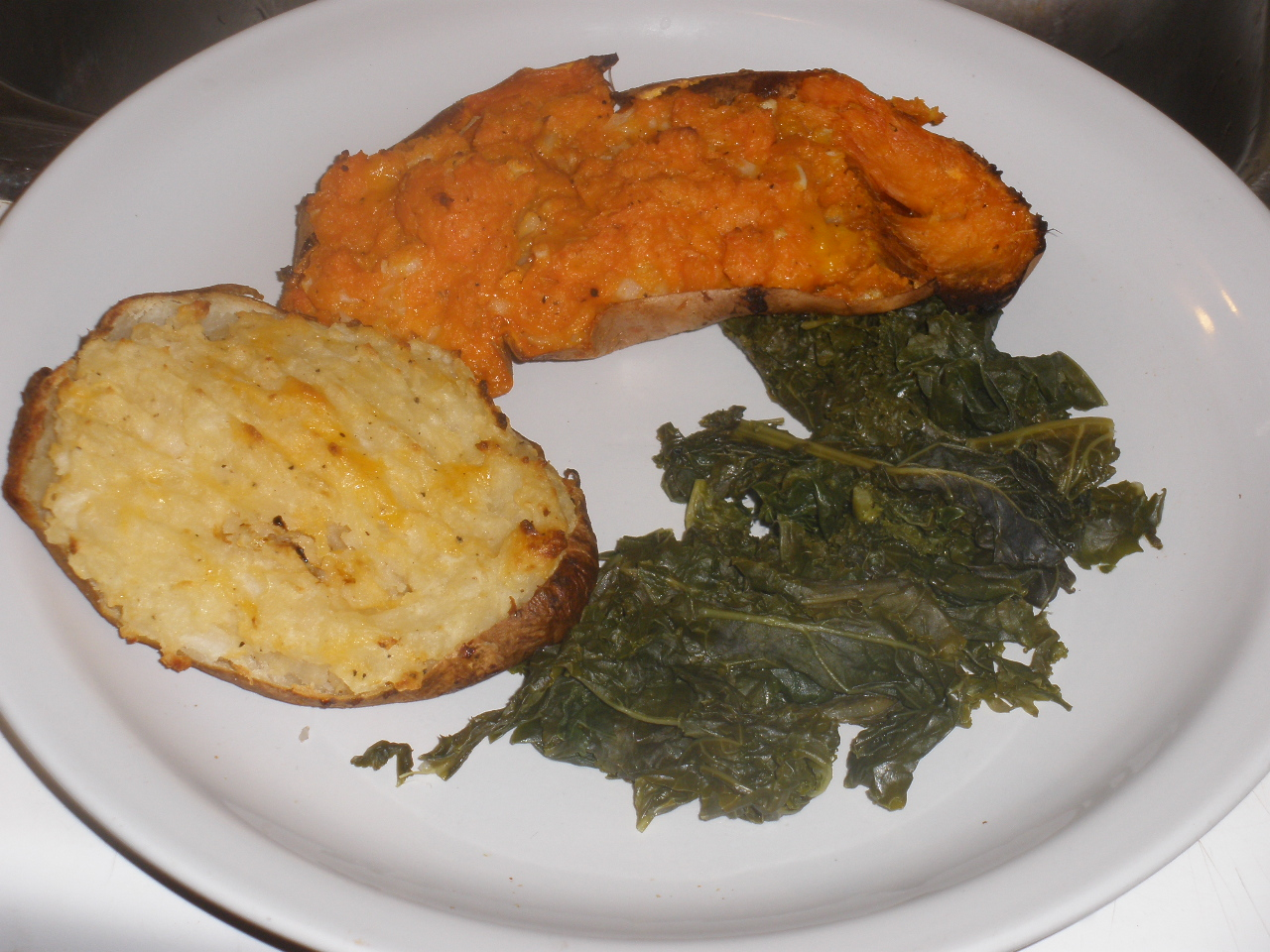
Preparato al vapore come contorno del baked potato